# Гипердактилическая рифма
Гипердактилическая рифма (греч. ὑπέρ — над, сверх и δάκτιλος — дактиль) — разновидность рифмы, при которой ударение падает на четвёртый, пятый или шестой от конца слог рифмующихся слов.

## Примеры четырёхсложной рифмы
Из цикла "Деревья", второе стихотворение
Когда обидой — опилась
Душа разгневанная,
Когда семижды зареклась
Сражаться с демонами —
Не с теми, ливнями огней
В бездну нисхлёстнутыми:
С земными низостями дней.
С людскими косностями —
Деревья! К вам иду! Спастись
От рёва рыночного!
Вашими вымахами ввысь
Как сердце выдышано!
Дуб богоборческий! В бои
Всем корнем шествующий!
Ивы-провидицы мои!
Берёзы-девственницы!
Вяз — яростный Авессалом,
На пытке вздыбленная
Сосна — ты, уст моих псалом:
Горечь рябиновая…
К вам! В живоплещущую ртуть
Листвы — пусть рушащейся!
Впервые руки распахнуть!
Забросить рукописи!
Зелёных отсветов рои…
Как в руки — плещущие…
Простоволосые мои,
Мои трепещущие!
Марина Цветаева

Гипердактилический канон
Когда святым ставят памятники
и те становятся идолами,
которым молятся праведники,
руководимые риторами…
Когда цинизм проповедуется,
войну народов развязывая,
и цель благая преследуется:
всем тварям – камера газовая…
Когда вокруг толпы верующих
в божков и листики фиговые,
найдешь ли к Господу ведающих
пути сквозь догматы фриковые?!
Когда же гроздья рябиновые
затмят все звёзды рубиновые?
Геннадий Миронов

## Пример пятисложной рифмы
Холод
Холод, тело тайно сковывающий,
Холод, душу очаровывающий…
От луны лучи протягиваются,
К сердцу иглами притрагиваются.
В этом блеске — всё осилившая власть,
Умирает обескрылевшая страсть.
Всё во мне — лишь смерть и тишина,
Целый мир — лишь твердь и в ней луна.
Гаснут в сердце невзлелеянные сны,
Гибнут цветики осмеянной весны.
Снег сетями расстилающимися
Вьёт над днями забывающимися,
Над последними привязанностями,
Над святыми недосказанностями!
Валерий Брюсов